# 克努兹·唐高·塞斯特
克努兹·唐高·塞斯特（丹麥語：Knud Tanggaard Seest，1879年12月16日—1972年12月18日）是丹麦一位建筑师，主攻铁路建筑设计。1879年12月16日出生于今丹麦南丹麦大区哈澤斯萊烏市鎮，1972年12月18日在丹麦首都哥本哈根去世。在1922年—1949年间曾任丹麦国家铁路首席建筑师，前任为海因里克·文克。